# Chelsea Cutler
Chelsea Cutler (* 12. Februar 1997 in Westport, Connecticut) ist eine US-amerikanische EDM-Musikerin, Sängerin und Produzentin.

## Karriere
Im Alter von 17 Jahren begann Cutler 2014 Cover-Versionen von verschiedenen Künstlern, wie etwa The Tallest Man on Earth oder ODESZA auf der Musikplattform SoundCloud zu veröffentlichen. Die Versionen erreichten schnell mehrere tausend Aufrufe und erregten die Aufmerksamkeit großer Blogs und Künstler in der Musikszene. Kurz darauf veröffentlichte sie ihre ersten eigenen Songs Wake Up und Anything for You, die sie in einem Studio in ihrer Wohnung am Amherst College Massachusetts produzierte.
Anfang 2017 gelang Cutler in den USA der Durchbruch, als sie ihre Single Your Shirt veröffentlichte, welche in kurzer Zeit über 20 Millionen Mal auf Spotify angehört und zur Lead Single ihrer am 6. Oktober 2017 erschienenen Debüt-EP Snow in October wurde. Mit der EP erschienen außerdem You Make Me und Sixteen.
Sie trat zusammen mit Künstlern wie Louis the Child, Kasbo oder Kidswaste auf. Im Sommer 2018 erschien ihr Debütalbum Sleeping with Roses, welches im November 2018 mit einem zweiten Teil mit acht neuen Songs fortgesetzt wurde.

## Touren
2018 startete Cutler in ihre erste nationale Tour, bei der sie Quinn XCII unterstützte, mit welchem sie bereits für den Song Giving Up Ground (von ihrer EP) und Flare Guns von Quinn XCII kollaborierte. Im Oktober 2019 spielte Cutler erstmals auch in Deutschland in den Städten Berlin und Hamburg. Im selben Jahr veröffentlichte Cutler auch eine Kollaborations-EP mit Sänger Jeremy Zucker mit dem Namen brent.

## Diskografie

### Studioalben
| Jahr | Titel                            | Höchstplatzierung, Gesamtwochen, AuszeichnungChartsChartplatzierungen (Jahr, Titel, Platzierungen, Wochen, Auszeichnungen, Anmerkungen) | Anmerkungen                           |
| Jahr | Titel                            | US | Anmerkungen                           |
| ---- | -------------------------------- | --- | ------------------------------------- |
| 2020 | How to Be Human Republic Records | US23 (1 Wo.)US | Erstveröffentlichung: 17. Januar 2020 |

Weitere Studioalben
- 2018: Sleeping with Roses
- 2018: Sleeping with Roses II
- 2021: When I Close My Eyes
- 2023: Stellaria

### EPs
- 2017: Snow in October
- 2019: Brent (mit Jeremy Zucker)
- 2019: Brent (Live in New York) (mit Jeremy Zucker)
- 2021: Brent ii (mit Jeremy Zucker)

### Singles
| Jahr | Titel Album      | Höchstplatzierung, Gesamtwochen, AuszeichnungChartplatzierungen (Jahr, Titel, Album, Platzierungen, Wochen, Auszeichnungen, Anmerkungen) | Höchstplatzierung, Gesamtwochen, AuszeichnungChartplatzierungen (Jahr, Titel, Album, Platzierungen, Wochen, Auszeichnungen, Anmerkungen) | Anmerkungen                                                              |
| Jahr | Titel Album      | CH | Dance | Anmerkungen                                                              |
| ---- | ---------------- | --- | --- | ------------------------------------------------------------------------ |
| 2017 | Slow Down Love – | — | Dance42 (5 Wo.)Dance | Erstveröffentlichung: 23. März 2017 Louis the Child feat. Chelsea Cutler |
| 2017 | The Shine –      | — | Dance50 (1 Wo.)Dance | Erstveröffentlichung: 30. März 2017 Ayokay feat. Chelsea Cutler          |
| 2019 | Not Ok –         | CH47 (1 Wo.)CH | Dance9 (20 Wo.)Dance | Erstveröffentlichung: 23. Mai 2019 Kygo & Chelsea Cutler                 |

Weitere Singles
- 2016: Anything for You
- 2016: Wake Up
- 2016: Your Shirt (US: Gold)[6]
- 2017: Flare Guns (mit Quinn XCII, US: Gold)
- 2018: You’re Not Missing Me
- 2018: Out of Focus
- 2018: The Reason
- 2018: Cold Showers
- 2019: How to Be Human
- 2019: You Are Losing Me
- 2019: Lucky (mit Alexander 23)
- 2019: You Were Good to Me (mit Jeremy Zucker, UK: Silber, US: ×2Doppelplatin , CA: Platin)
- 2019: Better Off (mit Jeremy Zucker, CA: Gold, US: Gold)
- 2020: Sad Tonight
- 2020: Crazier Things (mit Noah Kahan)
- 2020: Little Things (mit Louis The Child und Quinn XCII)
- 2020: Crying Over You (mit The Band CAMINO)
- 2020: Stay Next to Me (mit Quinn XCII, US: Gold)
- 2021: This Is How You Fall In Love (mit Jeremy Zucker)
- 2021: Walking Away
- 2021: You Can Have It
- 2021: Call All Angels (mit Quinn XCII)
- 2021: Devil On My Shoulder
- 2022: the lifeboat's empty!
- 2022: Walk Me Home (mit Said The Sky, Illenium)
- 2022: Men On The Moon
- 2023: Stay Anything
- 2023: I Don’t Feel Alive
- 2023: Your Bones

### Gastbeiträge
- 2016: Stay (Chet Porter feat. Chelsea Cutler)
- 2017: Slow Down Love (Louis The Child feat. Chelsea Cutler)
- 2017: The Shine (ayokay feat. Chelsea Cutler)
- 2018: Flare Guns (Quinn XCII feat. Chelsea Cutler)
- 2020: Found You (Kasbo feat. Chelsea Cutler)
- 2022: Let Me Down (Quinn XCII feat. Chelsea Cutler)